# Veelhoek van de Droogte

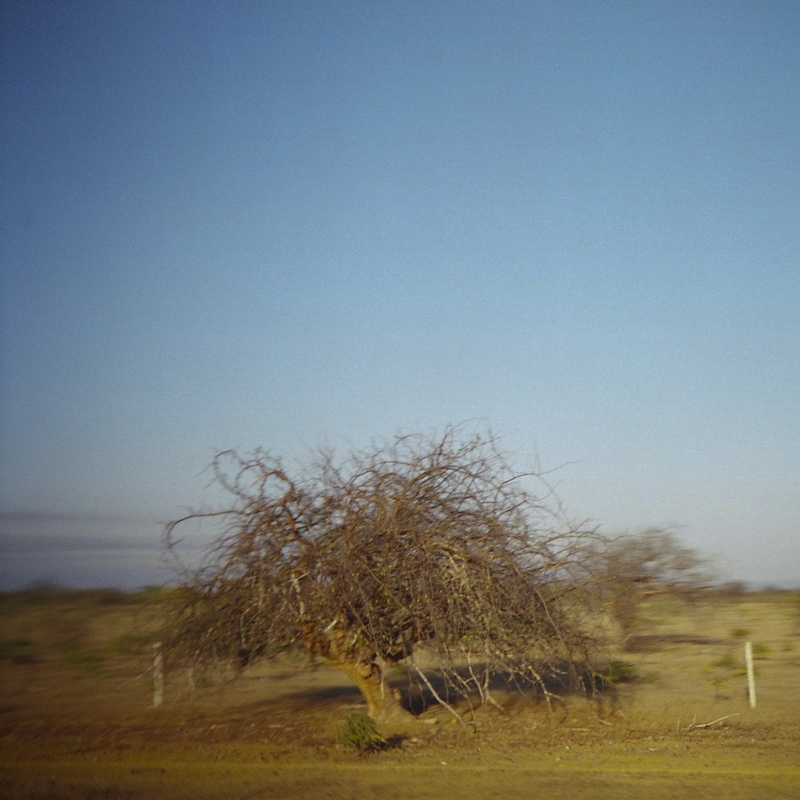
Vegetatie van de Veelhoek van de Droogte

De Veelhoek van de Droogte (Portugees: Polígono das Secas) is een gebied van 1.084.348,2 km² in het Noordoosten van Brazilië dat gekenmerkt wordt door zeer weinig of onregelmatige neerslag. Dit leidt af en toe tot ernstige sociale problemen. Het gebied is wettelijk erkend, en er gelden speciale maatregelen om de gevolgen van de droogte tegen te gaan. In het gebied bevinden zich verschillende landschappen, waaronder de sertão en de caatinga.

## Juridisch

### Wetgeving
De wetgeving rond het gebied is op verschillende momenten aangepast:
- 7 januari 1936, wet nr. 175. De Veelhoek van de Droogte wordt bij wet gecreëerd.
- 13 september 1946, wet nr. 9857. De Veelhoek van Droogte wordt in meer detail afgebakend.
- Grondwet van 1946, artikel 198. Er wordt een plan ingesteld om de gevolgen van de droogte in het Noordoosten tegen te gaan.
- 24 december 1949, wet nr. 1004. De genoemde veranderingen in de grondwet worden per wet nader vastgelegd.
- 10 februari 1951, wet nr. 1348. Verandering van de begrenzing van de Veelhoek van de Droogte.
- 27 juli 1963, wet nr. 4239. Er wordt vastgelegd, dat als een gemeente die binnen de Veelhoek van de Droogte ligt wordt opgesplitst, de nieuwe gemeenten automatisch ook binnen de Veelhoek van de Droogte liggen.
- 30 augustus 1965, wet nr. 4763. De gemeente Vitória da Conquista wordt binnen de Veelhoek van de Droogte opgenomen.
- 11 december 1968, decreet nr. 63778. De SUDENE krijgt de bevoegdheid om te beslissen welke gemeente binnen de Veelhoek van de Droogte liggen
- 19 december 1997, resolutie 11135 van de SUDENE. Bijstelling welke gemeenten binnen de Veelhoek van de Droogte liggen

### Begrenzing
Behalve Maranhão vallen alle staten van de Regio Noordoost deels in de Veelhoek van de Droogte. Ook omvat het een deel van de staat Minas Gerais, die niet in de Regio Noordoost ligt. In totaal omvat het 1348 gemeenten in 9 staten:
- Piauí: 214
- Ceará: 180
- Rio Grande do Norte: 161
- Paraíba: 223
- Pernambuco: 145
- Alagoas: 51
- Sergipe: 32
- Bahia: 256
- Minas Gerais: 86

## Droogte

### Oorzaken
Een belangrijke oorzaak van de droogte is de eeuwenlange teelt van met name suikerriet, op een manier die niet duurzaam is voor het milieu. Ook wordt er gewezen naar veranderingen in de temperatuur van de Atlantische Oceaan en luchtstromen daarboven.
Vroeger geloofde men dat het Borboremaplateau de regen tegenhield, maar deze hypothese wordt nu verworpen omdat de hoogvlakte op de meeste plaatsen maar 300 meter hoog is.

### Droogteperiodes
Een lange periode van extreme droogte was van 1979 tot 1983. Ook 1993 was een erg droog jaar.

### Typering
Men onderscheidt verschillende typen droogte:
Agrarische droogte: veel regenval, maar slecht verdeeld over het jaar. Landbouw is mogelijk, maar met moeilijkheden.
Hydrologische droogte: weinig regenval, maar wel regelmatig verdeeld over het jaar. Dit is geschikt voor overlevingslandbouw en extensieve veeteelt.
Effectieve droogte: weinig regenval, en slecht verdeeld over het jaar. Het bedrijven van landbouw en het op peil houden van de watervoorraden is moeilijk.

## Maatregelen
Een van de maatregelen die de overheid in samen met sociale organisaties neemt is het ondersteunen van de bevolking in het bouwen van cisternes. Hiermee kan men het regenwater dat op het dak van het huis valt opslaan om te gebruiken in droge periodes.
Tijdens de regering-Lula is er een groots plan opgezet om de loop van de São Francisco te veranderen. Hier is echter veel protest van volksorganisaties tegen, omdat het water slechts ten goede zou komen aan de grootschalige katoenplantages en niet meer aan de kleine boeren.
Sociale organisaties proberen de bevolking te begeleiden in het omgaan met de droogte. Zo werkt men aan duurzame landbouwtechnieken (met name voortkomend uit de ecologische landbouw) en aan een betere opslag en gebruik van water.